# Беларусь (кинотеатр, Минск)
«Беларусь» — кинотеатр, расположенный по адресу: город Минск, улица Романовская Слобода, дом 28. Вновь открылся 12 сентября 2008 года на месте прежнего одноименного кинотеатра, построенного в 1961 году. Первый в Республике Беларусь современный мультиплекс (5 залов). Новый кинотеатр в день открытия посетил президент Белоруссии Александр Лукашенко.

## Описание и характеристики
Здание кинотеатра построено по индивидуальному проекту архитектора института «Белгоспроект» В. Б. Куцко
.
.
В кинотеатре — 5 комфортных кинозалов с мягкими креслами, подлокотники которых оборудованы держателем для стаканов или бутылок небольшого объёма, общей вместительностью 1012 мест:
- 1 зал — 280 мест;
- 2 зал — 221 место;
- 3 зал — 169 мест;
- 4 зал — 197 мест;
- 5 зал — 145 мест.

Кинотеатр «Беларусь» находится в муниципальной собственности унитарного предприятия «Киновидеопрокат» Минского городского исполнительного комитета.

## Интересные факты
- С 1997 года коллектив авторов под руководством архитектора Леонарда Москалевича разрабатывал проект строительства на месте кинотеатра Музея современного изобразительного искусства. Проект был утверждён правительством, однако в течение 3 лет Министерство культуры так и не приступило к работам.
- Изначально планировалось строительство шестизального кинокомплекса на 1,5 тысячи посетителей (каждый зал примерно на 250 человек).
- Залы располагаются вокруг кинопроекционной, находящейся на отметке +4,2 метра, которая оборудована компьютерной системой бесперемоточной демонстрации фильмов, позволяющей показывать либо одновременно в 5 залах один и тот же фильм, либо в каждом зале разные.
- Кинотеатр был сдан в эксплуатацию накануне празднования Дня города.
- Для решения проблемы с парковкой автомобилей планировалось вблизи мультиплекса построить подземную двухуровневую автостоянку на 200 машин с заездом с улицы Романовская Слобода и выездом на улицу Раковская, соединённую подземным переходом с первым этажом кинокомплекса.